# Прахан
Праханта е средство за получаване на огън.
Тя се приготвя от вътрешността на узряла дървесна гъба (Polyporus fomentarius). Тя се нарязва на малки парчета, които след това се очукват с помощта на камък и се вари в лугава вода – заедно с дървесна пепел от огнището, след което се оставя да изсъхне. Друг вариант е да се вари в серлива вода – вода с попарена в нея непрана вълна. Трети вариант е гъбата да не се вари, а да се остави да постои няколко дни в хралупа с вода на церово дърво или да се накисне в говежда урина.
В осъвременен вариант може да бъде накисната в разтвор на селитра (например при липса на говежда урина, вода от церово дърво и др.)
За да се получи огън се използва огниво (огнило, чакмак), което се удря в края на кремък. Получените искри възпламеняват праханта. С помощта на тлеещата прахан се разпалва суха шума или слама.
Под прахан в по-широк смисъл се подразбира и всяка подобна материя като напр.овъглена памучна тъкан и др.способна да хване искра и тлее.